# Metapetrocosmea
Metapetrocosmea é um género botânico pertencente à família Gesneriaceae.

## Espécie
Metapetrocosmea peltata

## Nome e referências
Metapetrocosmea (Merr. & Chun ) W.T.Wang